# 機上救護員

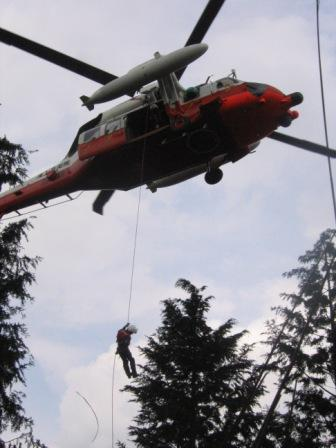
UH-60Jから降下するHRS

機上救護員（きじょうきゅうごいん、英語: air medics, AMD）は、海上自衛隊の航空機に搭乗して救護を実施する自衛官。准看護師の資格を取得している衛生職種の隊員であり、機内に収容された遭難者や傷病者を医療機関に引き継ぐまでの医療的処置・観察を担当する。またヘリコプターに搭乗する機上救護員は、HRSの資格も取得して、機外に進出しての遭難者救助までを担当している。

## 概要
海上自衛隊の衛生員のなかから、本人の希望・適性等を考慮して配属されて、第211教育航空隊において航空士としての訓練を受ける。パイロット以外のクルーを養成する「航空士基礎課程」を経て、機上救護員を養成する「航空士救護課程」に進むことになり、訓練期間は合計4ヶ月に及ぶ。これらの課程を修了し、航空従事者としてウイングマークを取得すると、航空隊で勤務することになる。
機上救護員が機上での救護を担当するのに対して、遭難者や傷病者を機内に収容する「救助」の部分を担当するのが機上救助員だが、機上救護員でも救助員の資格を併せ持っている隊員もおり、こちらは救助・救護員と称される。US-1AやUS-2といった救難飛行艇では救助員と救護員の両方が搭乗しているが、搭乗可能人数に余裕がないUH-60Jでは、機上救護員がHRSの資格を取得して兼務している。

## HRS
従来、ヘリコプターが遭難者を救助する際には降下救助法が用いられてきた。これは救助員がホイスト式クレーンで降下し、原則としてそのケーブルから離れることなく、遭難者を救助する方法である。その後、体力を消耗した遭難者を迅速・確実に救助するためには、救助員がケーブルから離れて自由に動ける救助法が必要であると考えられるようになり、平成12年度にHRS（helicopter rescue swimmer）救助法が制度化された。
HRSは、機上救護員が「HRS資格」を取得してその任務を遂行することになるが、そのためには、まず第1術科学校の「専修科開式スクーバ課程」を修了して「スクーバ潜水資格」を取得したのち、航空集団が実施するHRS講習を受講する必要がある。特に開式スクーバ課程は難関とされており、HRS制度の発足当初は、入校した機上救護員の修業率は2⁄3程度に過ぎなかった。その後、無事に修業した機上救護員が中心となって、入校予定者に対して筋力トレーニングや水泳・潜水訓練などの強化訓練が行われるようになったことで、修業率は徐々に向上して、4⁄5以上となった。